# Săbăoani
Săbăoani (węg. Szabófalva)  – wieś w Rumunii, w okręgu Neamț, w gminie Săbăoani. W 2011 roku liczyła 8722 mieszkańców.